# Tai Wu
Tai Wu (太戊) (siglo XVI a. C.-XV a. C.) fue un rey de China de la dinastía Shang.
En las Memorias históricas, Sima Qian le coloca como noveno rey Shang, sucediendo a su hermano Yong Ji (太庚). Fue entronizado, con Bo (亳), como su capital. Nombró a Yishe (伊陟) y a Chenhu (臣扈) como sus oficiales superiores.
Gobernó durante 75 años, se le dio el nombre póstumo de Tai Wu, y fue sucedido por su hijo Zhong Ding (太戊).
En cambio, inscripciones sobre huesos oraculares hallados en Yinxu registran, alternativamente, que fue el séptimo rey de la lista de reyes Shang, sucediendo a su tío, Xiao Jia, se le dio el nombre póstumo de Da Wu (大戊), y fue sucedido por su hermano, Yong Ji.